# Ostravar Aréna
Ostravar Aréna – hala sportowo-widowiskowa w Ostrawie (na osiedlu Zábřeh i w obwodzie miejskim Ostrava-Jih), wybudowana w latach 1979–1986, otwarta w 1986 r., przebudowana w latach 2003–2004. Od 1988 r. domowy obiekt klubu hokejowego HC Vítkovice (wcześniej drużyna ta występowała na zimním stadionie Josefa Kotase). Stanowi własność miasta, a jest zarządzana przez spółkę Vítkovice Aréna, a.s. Na przestrzeni lat kilkukrotnie zmieniano jej oficjalną nazwę: Palác kultury a sportu (1986–2004), ČEZ Aréna (2004–2015), Ostrava Aréna (2015–2016), od 2016 r. – Ostravar Aréna, na skutek zawarcia umowy sponsorskiej z tamtejszym browarem Ostravar. W styczniu 2016 r. w jej pobliżu otwarto halę lekkoatletyczną Vítkovice, również zarządzaną przez Vítkovice Aréna, a.s.

## Historia
Na początku lat 70. XX wieku władze Ostrawy – wzorem wielu innych miast z bloku socjalistycznego – podjęły decyzję o budowie wielofunkcyjnego pałacu kultury i sportu. Sporządzenie dokumentacji budowlanej powierzono inż. arch. Vladimírowi Dedečkowi, których w latach 1974–1976 zaprojektował obiekt w nurcie brutalistycznym. W 1976 r. rozpoczęto rozbiórkę domów wzdłuż ulicy Ruskiej, na granicy Witkowic i Zábřehu nad Odrou. Z uwagi na fakt, że teren przeznaczony pod budowę hali – podobnie jak znaczna część Ostrawy - był częściowo zaminowany, obiekt postawiono na zwartej płycie żelbetowej. Właściwe roboty budowlane rozpoczęto w 1979 r., a ze względów organizacyjno-finansowych zakończono dopiero w połowie 1986 r. z myślą o kobiecych mistrzostwach świata w siatkówce. W 1990 r. obiekt ten był jedną z aren mistrzostw świata w piłce ręcznej mężczyzn, a w 2001 r. mistrzostw Europy w siatkówce mężczyzn. W latach 2003–2004, kosztem 690 mln koron czeskich (około 23,3 mln €), halę gruntownie zmodernizowano na mistrzostwa świata w hokeju na lodzie 2004. Kolejne tego typu turnieje rozegrano w niej w 2015 r. i 2024 r. Ostrawska arena była również gospodarzem mistrzostw Europy w futsalu 2005, mistrzostw świata w unihokeju mężczyzn 2008, mistrzostw świata w koszykówce kobiet 2010 oraz mistrzostw Europy w łyżwiarstwie figurowym 2017. W latach 2020–2022 rozgrywany był w niej żeński turniej tenisowy Ostrava Open. Arena ta gościła również wielu znanych artystów, występowali tu bowiem m.in.: Sting, Deep Purple, Aerosmith, José Carreras, Jean-Michel Jarre, Kiss i Scorpions.